# ISC High Performance
Die ISC High Performance (bis 2015 International Supercomputing Conference bzw. ISC) ist eine jährlich in Deutschland stattfindende internationale wissenschaftliche Konferenz und Ausstellung zu den Themen Supercomputer und Hochleistungsrechnen. Traditionell wird im Rahmen dieser Konferenz die erste der beiden jährlichen Aktualisierungen der Supercomputer-Rangliste TOP500 veröffentlicht.

## Geschichte

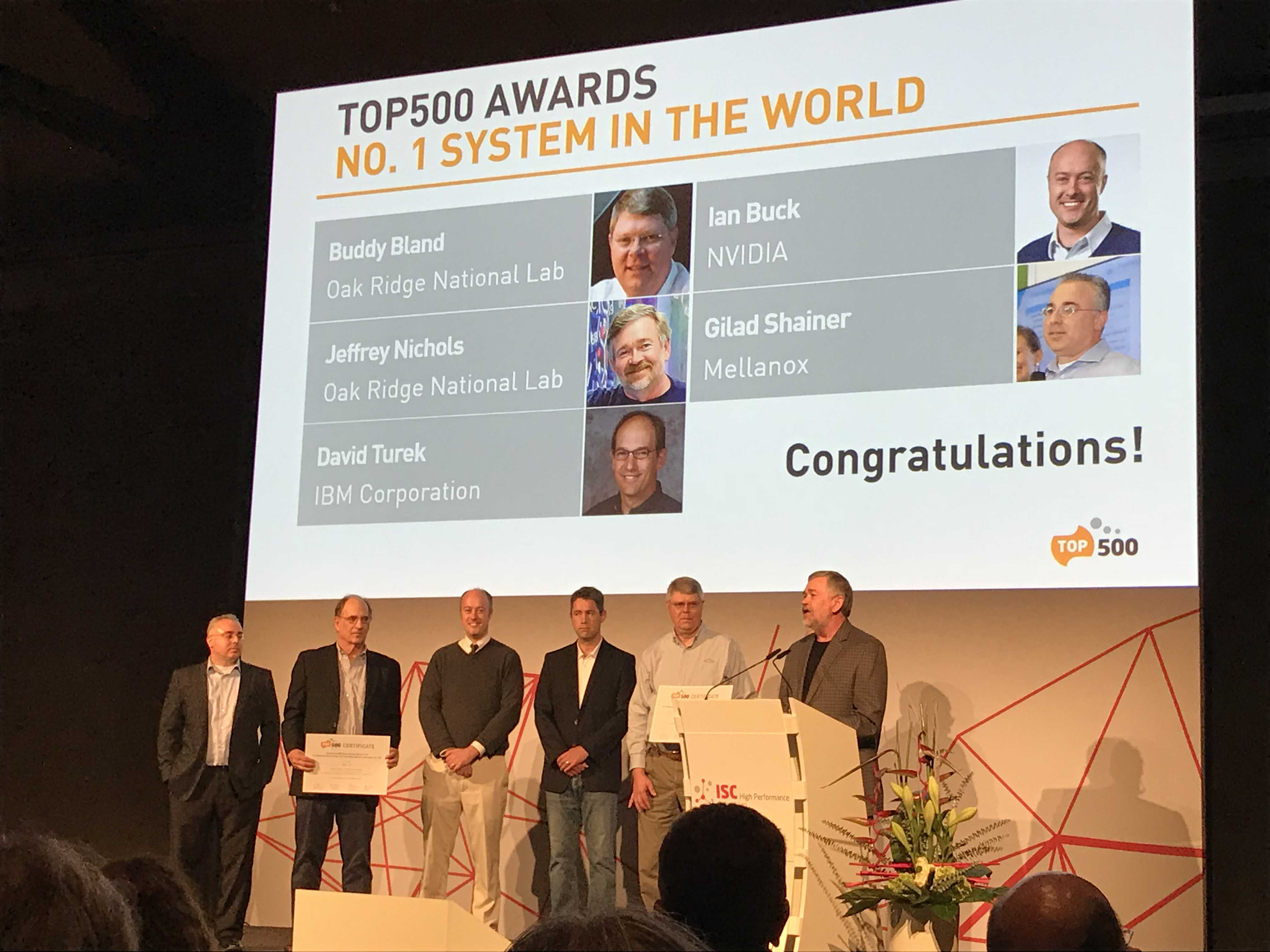
Summit wird auf der ISC High Performance 2018 zum schnellsten Supercomputer der Welt gekürt

Die Konferenz wurde 1986 durch Hans-Werner Meuer, damals Direktor des Computerzentrums und Professor für Informatik an der Universität Mannheim, unter der Bezeichnung „Supercomputer Seminar“ mitbegründet.
1993 startete Meuer zusammen mit Erich Strohmaier (früher an der Universität Mannheim, danach am NERSC) und Jack Dongarra (University of Tennessee und ORNL) die TOP500, eine Rangliste der Supercomputer, die anfangs noch „Mannheimer Supercomputer Statistik“ hieß. Die Rangliste wird zweimal jährlich aktualisiert, wobei die erste Aktualisierung bei der ISC in Deutschland und die zweite Aktualisierung bei der SC Conference in den USA präsentiert wird.
Von 1986 bis 2000 fand die Konferenz in Mannheim statt, von 2001 bis 2005 im International Convention Center in Heidelberg. Von 2006 bis 2008 wurden die Konferenzen im International Congress Center in Dresden abgehalten. Die International Supercomputing Conference zog danach ins Congress Center Hamburg, wo sie von 2009 bis 2012 residierte. In den Jahren 2013 und 2014 fand sie im Congress Center Leipzig statt. Zwischen 2015 und 2019 wurde die ISC auf der Messe Frankfurt ausgerichtet. 2020 und 2021 fand die Konferenz aufgrund der COVID-19-Pandemie digital statt,  und im Jahr darauf, 2022, mit einem hybriden Format im Congress Center Hamburg. Seit 2023 findet die ISC High Performance wieder in ihrem Ursprungsformat im Congress Center Hamburg statt.

## Teilnehmerentwicklung
Hier die Entwicklung der Teilnehmeranzahl gemäß der Website zur Konferenz: